# 댄 코테즈
댄 코테즈(Dan Cortese, 1967년 9월 14일 ~ )는 미국의 배우, TV 사회자, 텔레비전 배우, 모델이다.

## 영화
- 삭커 맘 (2008년)
- 에브리바디 원츠 투 비 이탈리안 (2008년)
- 로커스트 토네이도 (2005년)
- 트라이앵글 (2001년)
- 애프터 섹스 (2000년)
- 볼케이노 (1997년)
- 퍼블릭 에네미 (1996년)
- 데몰리션 맨 (1993년) - 타코 벨 엔터테이너 역